# Vandeleuria
Vandeleuria là một chi động vật có vú trong họ Muridae, bộ Gặm nhấm. Chi này được Gray miêu tả năm 1842. Loài điển hình của chi này là Mus oleraceus Bennett, 1832.

## Các loài
Chi này gồm các loài:
- Vandeleuria nilagirica Jerdon, 1867
- Vandeleuria nolthenii Phillips, 1929
- Vandeleuria oleracea (Bennett, 1832)